# Das versteckte Kind
 Das versteckte Kind  (französischer Originaltitel: L'enfant cachée) ist eine Graphic Novel von Loïc Dauvillier mit Illustrationen von Marc Lizano und Farben von Greg Salsedo. Die französische Originalausgabe erschien 2012 beim belgischen Verlag Le Lombard. Die deutsche Erstausgabe in der Übersetzung von Monja Reichert erschien 2014 beim Panini Verlag.
2014 war Das versteckte Kind für den Max-und-Moritz-Preis nominiert. 
Das versteckte Kind enthält ein Vorwort von Stephan J. Kramer, der von 2004 bis Januar 2014 Generalsekretär des Zentralrats der Juden in Deutschland war. 

## Inhalt
Die französische Jüdin Dounia Cohen erzählt ihrer Enkelin Elsa, wie sie in Elsas Alter in Paris aufgewachsen ist und welche Erfahrungen sie mit dem Nationalsozialismus in Frankreich gemacht hat.
Im Jahre 1942 lebt Dounia mit ihrem Vater, der grade aus dem Krieg zurückgekehrt ist, und ihrer Mutter in Paris. Dounia hat Freunde und geht gerne zur Schule. Eines Abends näht Dounias Mutter einen gelben Davidstern auf Dounias Jacke. Der Vater erzählt Dounia, es handele sich dabei um einen Sheriffstern und dass sie nun eine Sherifffamilie seien, um Dounia vor der wahren Bedeutung des Sterns zu schützen. 
Stolz trägt Dounia ihre Jacke mit dem Stern am nächsten Tag in der Schule zu Schau. Doch sie bemerkt schnell, dass sich etwas verändert hat. Sie muss ab sofort in der letzten Reihe sitzen, wird ignoriert, wenn sie sich im Unterricht meldet und die anderen Kinder möchten nicht mehr mit ihr spielen. Von einem anderen jüdischen Mitschüler wird sie über die wahre Bedeutung des Sterns aufgeklärt. 
Als sich die Situation für Juden in Paris mehr und mehr zuspitzt, beschließen Dounias Eltern sie aus der Schule zu nehmen und zu Hause zu unterrichten. Im Rahmen der Rafle du Vélodrome d’Hiver, einer unter der Vichy-Regierung von der französischen Polizei durchgeführten Razzia und Massenfestnahme von jüdischen Bürgern in und um Paris, werden Dounias Eltern festgenommen und deportiert.
Kurz vor der Festnahme verstecken Dounias Eltern sie in einem Schrank. Die Nachbarin Madame Péricard holt Dounia aus dem Schrank und nimmt sie mit zu sich in die Wohnung, wo sie mit ihrem Mann Monsieur Péricard lebt. Die Péricards verbrennen den Davidstern und kümmern sich für eine Weile um Dounia. Dounia vermisst ihre Eltern sehr, auch wenn die Péricards sie sehr gut behandeln und versuchen, sie zu trösten. 
Die Péricards bekommen von Madam Pellerin die Nachricht, dass die Polizei auf der Suche nach Dounia ist und wiederkommen wird. Die Péricards beschließen, dass sie Paris verlassen werden. Da Dounias richtiger Name zu jüdisch klingt, soll sie von nun an behaupten, sie sei katholisch und heiße Simone Pierret.
Während der Flucht wird Monsieur Péricard von der Polizei erwischt und bleibt in Paris zurück, damit Dounia und Madame Péricard fliehen können. Dounia und Madame Péricard werden auf dem Land von der Bäuerin Germaine aufgenommen. Sie helfen ihr bei der Arbeit und können dafür eine Weile bei ihr unter kommen. 
Monsieur Péricard, der in der Zwischenzeit zum Widerstandskämpfer geworden ist, findet Madame Péricard und Dounia auf dem Land und verspricht Dounia, dass er ihre Eltern finden wird. Er macht sich wieder auf den Weg, kommt jedoch einige Monate später und holt Madame Péricard und Dounia ab, um mit ihnen zurück nach Paris zu gehen. Die Péricards sind immer noch auf der Suche nach Dounias Eltern. Als Dounia nach ihrem ersten Schultag nach Hause kommt, erzählt Monsieur Péricard, dass sie Dounias Mutter gefunden haben. 
Nachdem es Dounias Mutter etwas besser geht, ziehen sie und Dounia wieder in ihre alte Wohnung. Dounias Vater ist nie aus dem Vernichtungslager zurückgekehrt.